# Dries Buytaert
 (juillet 2018).
Dries Buytaert, né le 19 novembre 1978 à Wilrijk en Belgique, est un développeur de logiciels open-source et le fondateur et chef du CMS Drupal. 

## Biographie
Dries Buytaert a soutenu sa thèse de doctorat en informatique le 27 janvier 2008 à l'université de Gand en Belgique.
De 1999 à 2000, il était le mainteneur de la foire aux questions GNU/Linux WLAN.
Le 1er décembre 2007, Dries Buytaert annonce, avec le cofondateur Jay Batson, le lancement de la start-up Acquia. Acquia a pour objectif d'être à Drupal ce que Red Hat a été à Linux.
Le 31 mars 2008, Dries Buytaert lance Mollom, un service destiné à la lutte contre le spam sur les sites Web. Il annonce alors : « le but de Mollom est de réduire significativement l'effort nécessaire pour maintenir son site propre, et conserver la qualité de son contenu. Actuellement, Mollom est un exterminateur de spam en deux temps trois mouvements, une combinaison dernier cri d'un filtre de spam et d'un serveur CAPTCHA ».
Fin avril 2017, il est annoncé la fin du service Mollom, qui ne sera plus disponible à la vente à partir du 1er mai 2017.
Durant la même période, il procède à l'exclusion d'un contributeur de longue date, au motif que ses pratiques et goûts littéraires relatifs à sa vie privée ne correspondent pas aux valeurs prônées de la communauté Drupal. À la suite de cette affaire, plus de 80 contributeurs du projet ont publié une tribune invitant Dries Buytaert à revenir sur sa décision.

### Sources
- (en) Cet article est partiellement ou en totalité issu de l’article de Wikipédia en anglais intitulé « Dries Buytaert » (voir la liste des auteurs).